# Convento de Jesús Nazareno (Chiclana de la Frontera)

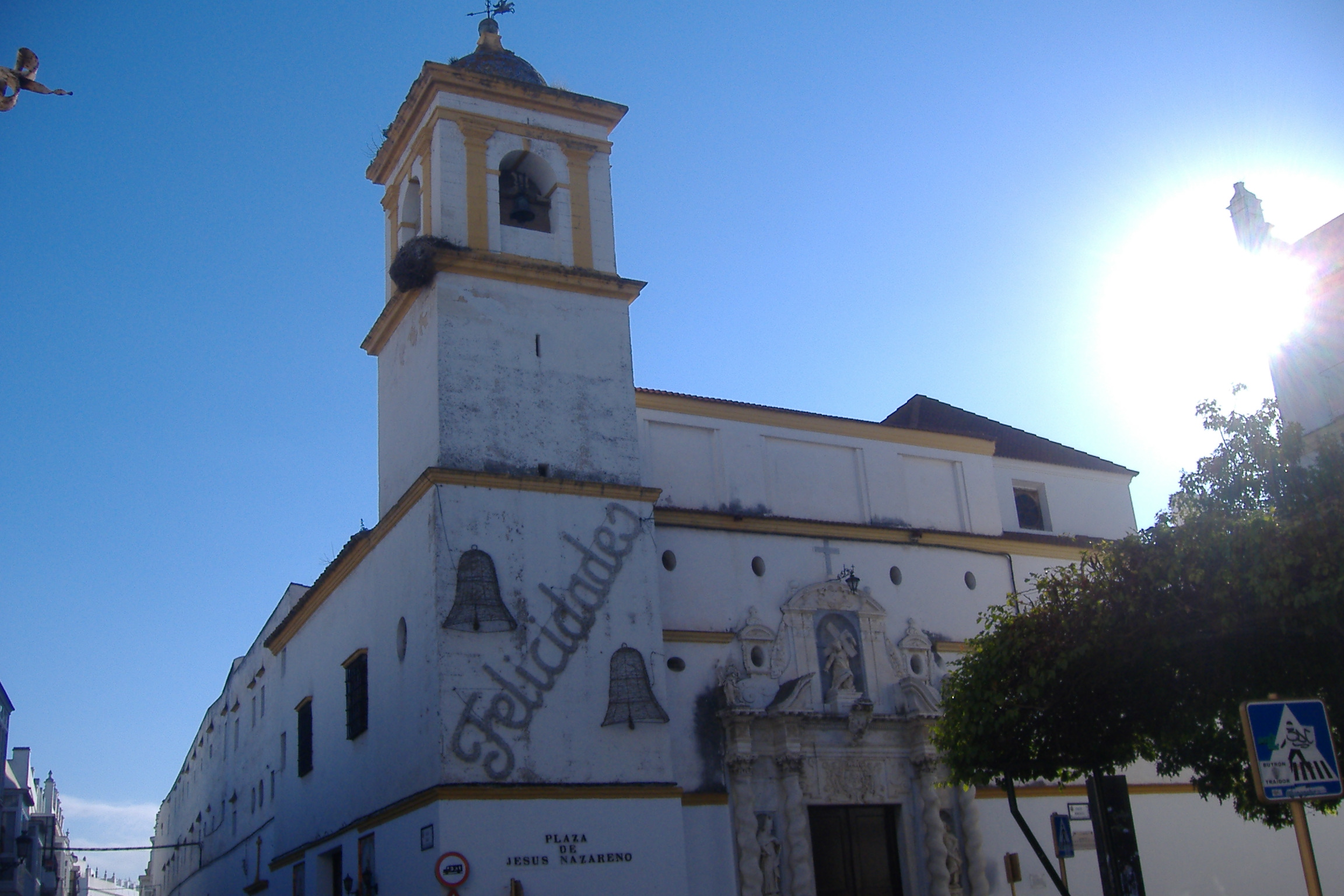
Iglesia de Jesús Nazareno en Chiclana de la fra

El convento de clausura de las Madres Agustinas Recoletas, llamado también convento de Jesús Nazareno, fue fundado en la ciudad de Chiclana de la Frontera (Provincia de Cádiz, España) por la Madre Antonia de Jesús en el año 1666, quien contó para ello con la inestimable colaboración económica de la alta burguesía comercial gaditana, representada especialmente en las figuras de Carlos Presenti y Diego de Iparraguirre. Su construcción se comienza inmediatamente después, en el año 1667, acabándose las obras sobre el año 1674, en plena época barroca, de la que esta iglesia constituye la muestra más importante en la ciudad.

## Descripción
Situada en esquina con su fachada lateral a una plaza, se trata de una iglesia clásica conventual, del tipo de las llamadas "de cajón", formada por una sola nave rectangular con capillas laterales entre contrafuertes y testero plano, donde se inscribe una cruz latina. La nave y brazos de la cruz se cubren con bóveda de cañón entre arcos fajones —con relieves geométricos y de lacería sobre el presbiterio— y cúpula sobre pechinas sobre el falso crucero.
Dispone de un coro alto entre la doble bóveda de los dos primeros tramos de los pies de la iglesia para uso exclusivo de las monjas, abierto hacia el altar con amplia celosía; y de coro bajo junto al altar, situado en el lado del evangelio y cerrado con amplia reja.
Las capillas laterales, de menor altura, se cubren con bóveda de arista, a excepción de la del ángulo exterior de la iglesia, donde se levanta la torre-campanario, que en planta baja aloja una curiosa capilla abierta a la plaza con amplio ventanal acabado en medio punto.
En el interior, de recias pilastras y cornisas de piedra tallada entre lienzos blancos de pared, destacan el Retablo Mayor y otros menores laterales, todos de elegante estilo barroco, realizados entre los siglos XVII y XVIII en madera con revestimiento dorado, con hornacinas que contienen interesantes figuras y pinturas, algunas de gran valor artístico, como la valiosa talla procesional de Jesús Nazareno, titular del templo.
Del exterior, lo verdaderamente relevante es la magnífica portada lateral barroca abierta a la plaza, realizada con mármoles blancos traídos desde Génova. En ella sobresalen las cuatro grandes columnas salomónicas de capiteles corintios sobre altos pedestales labrados que enmarcan el hueco central adintelado de la entrada sobre el que figura una imagen de su titular, Jesús Nazareno, también en mármol blanco entre frontón partido, entre guirnaldas, jarrones y angelotes. Ésta se encuentra en una disposición bastante similar a la del Divino Indiano, imagen realizada con pasta de yute y traída al convento por Julián Cortés desde México para que lo presidiera como titular.
De acertadas proporciones y materiales más sencillos, propio de un barroco eminentemente popular es la torre en esquina, formada por cuatro cuerpos de altura de pared blanca divididas por finas cornisas. Sobre los dos cuerpos centrales, prácticamente ciegos, se eleva el cuerpo superior con sus cuatro lados abiertos con huecos de medio punto donde se alojan las campanas enmarcadas entre pilastras toscanas. El conjunto se remata con cúpula revestida de vistosa cerámica policromada. 
Del interior del convento destaca el austero claustro situado junto a la entrada, de dos plantas y columnas toscanas, que soportan arcos de medio punto que conforman la galería perimetral; el jardín sombreado de naranjos y limoneros donde existe un pequeño cementerio y al que se abre una luminosa galería acristalada y las celdas del convento de la planta superior, y algunas obras de indudable valor, entre las que sobresale la singular talla de nazareno de pequeño tamaño procedente de América con el nombre de el Divino Indiano.